# Josef Reischle
Josef Reischle (* 5. April 1857 in Weiler im Allgäu; † 7. August 1925) war ein deutscher Ingenieur und langjähriger Direktor des Bayerischen Revisionsvereins.

## Leben
Josef Reischle war der Sohn eines höheren Staatsbeamten. Er besuchte das humanistische Gymnasium in Neuburg an der Donau und studierte nach Erhalt des Reifezeugnisses Maschinenbau an der Technischen Hochschule München. Nach Abschluss seines Studiums 1879 diente er beim Militär und war anschließend Praktikant bei den Königlich bayerischen Staatseisenbahnen. Am 1. August 1884 begann er seinen Dienst beim Bayerischen Dampfkessel-Revisionsverein. Er leitete zunächst die Revisionsstelle in Augsburg, danach die in München, bis er vom damaligen Direktor Walter Gyßling in die Hauptstelle berufen wurde. In dieser Position war er maßgeblich an der Entstehung der Zeitschrift des Bayerischen Revisionsvereins beteiligt, für die er auch zahlreiche Beiträge schrieb. Mit dem Tod Gyßlings 1903 wurden Christoph Eberle und Reischle dessen Nachfolger. Reischle leitete in dieser Funktion den Sicherheitsdienst. Als Direktor des Bayerischen Revisionsvereins beriet er die bayerische Regierung und arbeitete an verschiedenen untergesetzlichen Regelwerken mit, wie zum Beispiel an den Allgemeinen polizeilichen Bestimmungen über die Anlegung von Landdampfkesseln, an der Bayerischen Dampfkesselverordnung und an den Azetylenverordnungen. Am 1. August 1924 trat er in den Ruhestand. Er starb im August 1925 nach längerer Krankheit.
Josef Reischle war Mitglied des Vereins Deutscher Ingenieure (VDI) und des Bayerischen Bezirksvereins des VDI. 

## Auszeichnungen
- 1909: Königlicher Baurat
- 1922: Oberbaurat
- 1924: Geheimer Baurat
- Ehrenmitglied des Bayerischen Bezirksvereins des VDI
- Ehrenmitglied des Akademischen Maschineningenieurvereins an der Technischen Hochschule München